# Yves Cros
Yves Cros (Aigues-Vives, 5 ottobre 1923 – 22 marzo 1995) è stato un ostacolista francese.

## Biografia
Nel 1946 prese parte ai campionati europei di atletica leggera di Oslo classificandosi quarto nei 400 metri ostacoli e conquistando la medaglia d'oro nella staffetta 4×400 metri insieme a Bernard Santona, Robert Chef d'Hôtel e Jacques Lunis.
Nel 1948 si classificò quinto nei 400 metri ostacoli ai Giochi olimpici di Londra, mentre nel 1950 partecipò nuovamente ai campionati europei concludendo la sua gara sui 400 metri ostacoli con l'eliminazione in semifinale.

## Palmarès
| Anno | Manifestazione  | Sede      | Evento                | Risultato  | Prestazione | Note |
| ---- | --------------- | --------- | --------------------- | ---------- | ----------- | ---- |
| 1946 | Europei         | Oslo      | 400 metri ostacoli    | 4º         | 52"6        |      |
| 1946 | Europei         | Oslo      | Staffetta 4×400 metri | Oro        | 3'14"4      |      |
| 1948 | Giochi olimpici | Londra    | 400 metri ostacoli    | 5º         | 53"3        |      |
| 1950 | Europei         | Bruxelles | 400 metri ostacoli    | Semifinale |             |      |